# أبو دقيق البقول السماوي الحليبي
أبو دقيق البقول السماوي الحليبي أو السماوي الحليبي (الاسم العلمي: Lampides lacteata). نوع من الفراشات يتبع جنس أبو دقيق البقول وفصيلة النحاسية. موطنه الهند.